# Lijst van nummer 1-albums in de Nederlandse Album Top 100 in 2023
Onderstaande albums stonden in 2023 op nummer 1 in de Nederlandse Album Top 100. De lijst wordt samengesteld door GfK Dutch Charts.
| Nummer | Datum        | Artiest                   | Titel                                               |
| ------ | ------------ | ------------------------- | --------------------------------------------------- |
| 943    | 7 januari    | SZA                       | SOS                                                 |
|        | 14 januari   | SZA                       | SOS                                                 |
|        | 21 januari   | SZA                       | SOS                                                 |
| 944    | 28 januari   | Måneskin                  | Rush!                                               |
| 945    | 4 februari   | Idaly                     | Betty                                               |
| 946    | 11 februari  | DeWolff                   | Love, Death & in Between                            |
| 947    | 18 februari  | Jaap Reesema              | Als je voor me staat                                |
| 948    | 25 februari  | Boef                      | Luxeprobleem                                        |
| 949    | 4 maart      | JoeyAK                    | Most Hated                                          |
| 948    | 11 maart     | Boef                      | Luxeprobleem                                        |
| 950    | 18 maart     | Miley Cyrus               | Endless Summer Vacation                             |
| 951    | 25 maart     | U2                        | Songs of Surrender                                  |
| 952    | 1 april      | Lana Del Rey              | Did You Know That There's a Tunnel Under Ocean Blvd |
| 953    | 8 april      | Boygenius                 | The Record                                          |
| 954    | 15 april     | NF                        | Hope                                                |
| 955    | 22 april     | Metallica                 | 72 Seasons                                          |
|        | 29 april     | Metallica                 | 72 Seasons                                          |
| 956    | 6 mei        | The National              | First Two Pages of Frankenstein                     |
| 957    | 13 mei       | Ed Sheeran                | -                                                   |
|        | 20 mei       | Ed Sheeran                | -                                                   |
| 958    | 27 mei       | Lewis Capaldi             | Broken by Desire to Be Heavenly Sent                |
| 957    | 3 juni       | Ed Sheeran                | -                                                   |
| 959    | 10 juni      | Harry Styles              | Harry's House                                       |
| 959    | 17 juni      | Niall Horan               | The Show                                            |
| 960    | 24 juni      | Queens of the Stone Age   | In Times New Roman...                               |
| 959    | 1 juli       | Harry Styles              | Harry's House                                       |
| 961    | 8 juli       | Nothing but Thieves       | Dead Club City                                      |
| 962    | 15 juli      | Taylor Swift              | Speak Now (heropname)                               |
|        | 22 juli      | Taylor Swift              | Speak Now (heropname)                               |
| 963    | 29 juli      | Verschillende artiesten   | Barbie: The Album                                   |
| 964    | 5 augustus   | Travis Scott              | Utopia                                              |
|        | 12 augustus  | Travis Scott              | Utopia                                              |
| 965    | 19 augustus  | De Jeugd van Tegenwoordig | Moderne manieren                                    |
|        | 26 augustus  | De Jeugd van Tegenwoordig | Moderne manieren                                    |
| 966    | 2 september  | Tino Martin               | Dit is het levenslied                               |
| 963    | 9 september  | Verschillende artiesten   | Barbie: The Album                                   |
| 967    | 16 september | Olivia Rodrigo            | Guts                                                |
|        | 23 september | Olivia Rodrigo            | Guts                                                |
| 968    | 30 september | Suzan & Freek             | Iemand van vroeger                                  |
| 969    | 7 oktober    | Ed Sheeran                | Autumn Variations                                   |
| 970    | 14 oktober   | Drake                     | For All the Dogs                                    |
| 971    | 21 oktober   | Danny Vera                | DNA                                                 |
| 972    | 28 oktober   | The Rolling Stones        | Hackney Diamonds                                    |
| 973    | 4 november   | Taylor Swift              | 1989 (heropname)                                    |
| 974    | 11 november  | Anouk                     | Deena & Jim                                         |
| 972    | 18 november  | The Rolling Stones        | Hackney Diamonds                                    |
| 975    | 25 november  | Kevin                     | Wonderland                                          |
| 976    | 2 december   | Jannes                    | Liefde is meer                                      |
| 977    | 9 december   | Alles Kids                | Sinterklaasliedjes om mee te zingen                 |
| 633    | 16 december  | Michael Bublé             | Christmas                                           |
| 972    | 23 december  | The Rolling Stones        | Hackney Diamonds                                    |
| 633    | 30 december  | Michael Bublé             | Christmas                                           |

Lijsten van nummer 1-albums in de Nederlandse Album Top 100

1969 ·
1970 ·
1971 ·
1972 ·
1973 ·
1974 ·
1975 ·
1976 ·
1977 ·
1978 ·
1979 ·
1980 ·
1981 ·
1982 ·
1983 ·
1984 ·
1985 ·
1986 ·
1987 ·
1988 ·
1989 ·
1990 ·
1991 ·
1992 ·
1993 ·
1994 ·
1995 ·
1996 ·
1997 ·
1998 ·
1999 ·
2000 ·
2001 ·
2002 ·
2003 ·
2004 ·
2005 ·
2006 ·
2007 ·
2008 ·
2009 ·
2010 ·
2011 ·
2012 ·
2013 ·
2014 ·
2015 ·
2016 ·
2017 ·
2018 ·
2019 ·
2020 ·
2021 ·
2022 ·
2023 ·
2024 ·
2025

Lijsten van nummer 1-albums van de Stichting Nederlandse Top 40

1969 ·
1970 ·
1971 ·
1972 ·
1973 ·
1974 ·
1975 ·
1976 ·
1977 ·
1978 ·
1979 ·
1980 ·
1981 ·
1982 ·
1983 ·
1984 ·
1985 ·
1986 ·
1987 ·
1988 ·
1989 ·
1990 ·
1991 ·
1992 ·
1993 ·
1994 ·
1995 ·
1996 ·
1997 ·
1998 ·
1999 ·
2011 ·
2012 ·
2013 ·
2014 ·
2015
- Nederland
- Vlaanderen